# Lochsäge

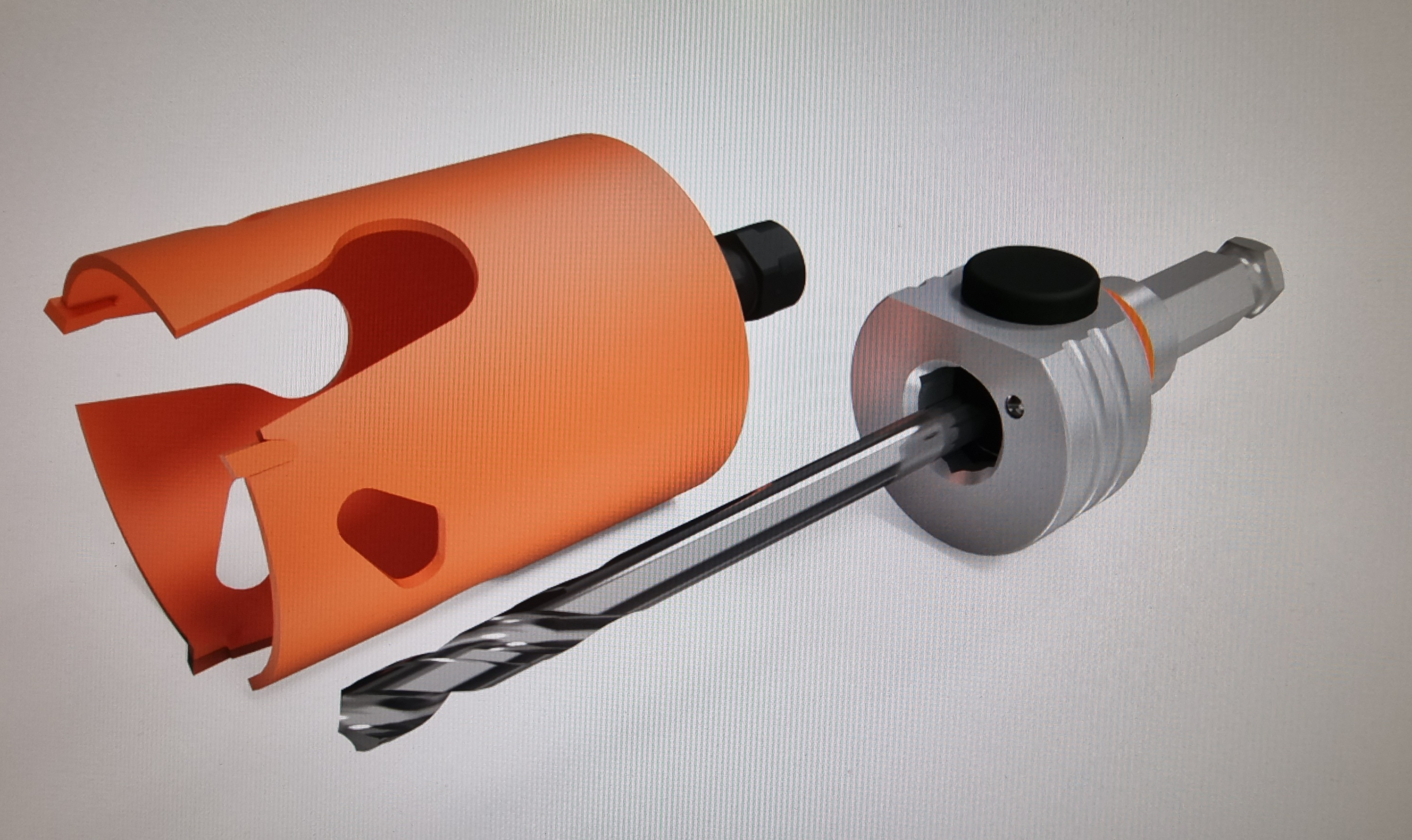
Hartmetall-Lochsäge mit Dorn

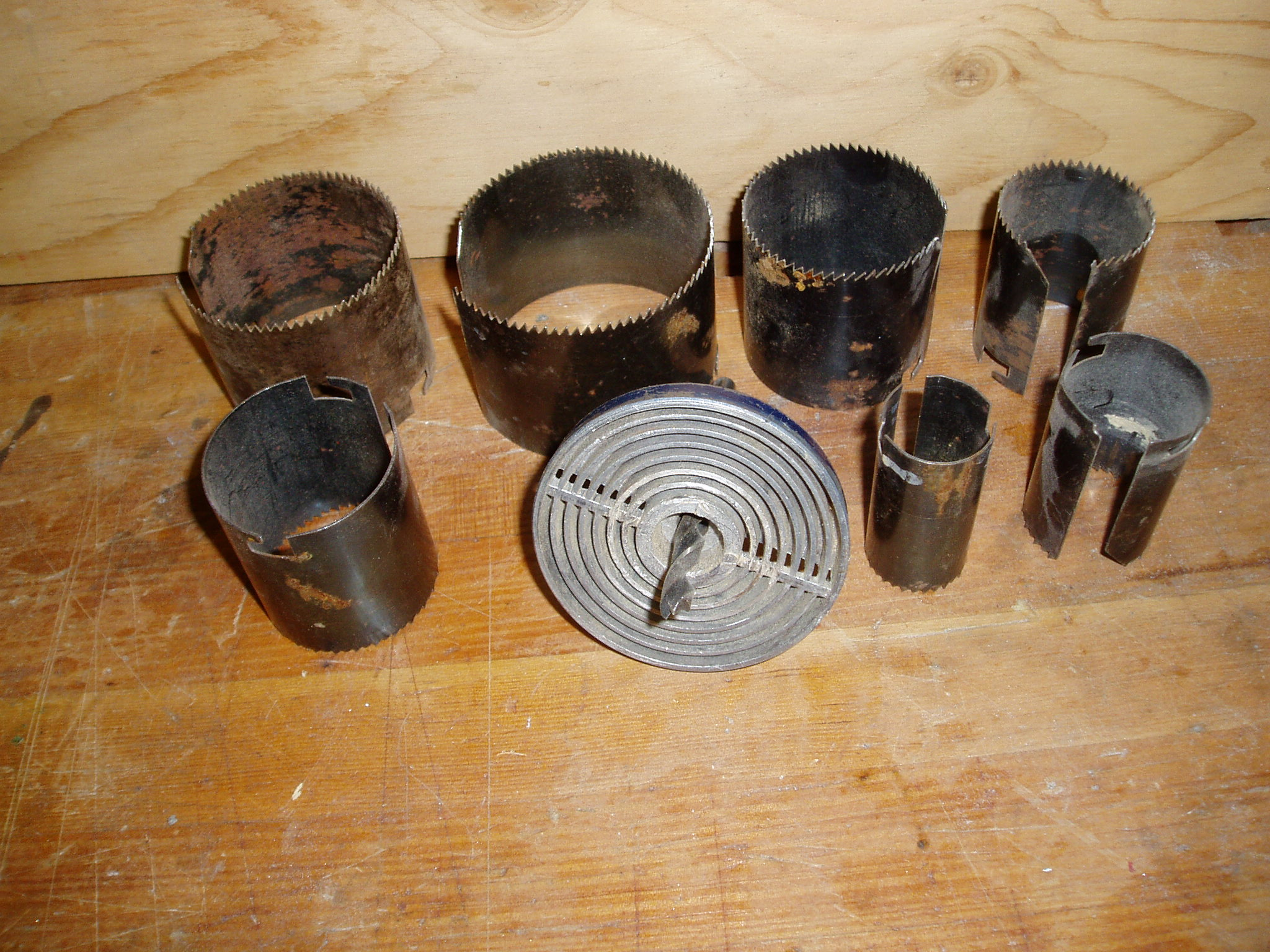
Einfache Lochsäge für Heimwerker mit Aufnahmeschaft, Zentrierbohrer und Sägeblättern

Eine Lochsäge ist eine in Verbindung mit einer Bohrmaschine genutzte Säge, mit der kreisrunde Löcher begrenzter Tiefe in verschiedene Materialien gesägt werden können.
Zur Herstellung einer Kernlochbohrung in Metall und Stein sowie für geologische Erkundungsbohrungen werden hingegen Bohrkronen eingesetzt.

## Aufbau und Anwendung
Eine einfache Lochsäge für den Heimwerkerbereich besteht aus drei Bauteilen: einem Aufnahmeteller, der Sägeblätter und Zentrierbohrer aufnimmt, einem Bohrer, der ins Zentrum des Aufnahmetellers eingespannt wird und der Zentrierung dient, sowie einem Sägeblatt im gewünschten Durchmesser. Der Aufnahmeteller kann einen eigenen Schaft haben, mit dem er in das Bohrfutter einer Bohrmaschine eingesetzt wird, oder der Zentrierbohrer sitzt im Bohrfutter, und der Aufnahmeteller wird mit einer Klemmschraube darauf befestigt.
Die Lochsäge ermöglicht großkalibrige, passgenaue Bohrungen, beispielsweise für Rohrdurchführungen, Steck- und Gerätedosen in Holz, Dämmstoff und Gipskartonplatten. Dabei wird nur wenig Material abgetragen, da nur ein Zentrierloch und ein kreisrunder Sägeschnitt im zu bearbeitenden Werkstoff entsteht. Die maximal mögliche Tiefe der Bohrung ergibt sich aus der Höhe der verwendeten Sägeblätter.
Zu einem Aufnahmeschaft gehören in der Regel 6 bis 8 Sägeblätter für unterschiedliche Lochdurchmesser. Das zu verwendende Sägeblatt wird in die entsprechende Nut des Aufnahmetellers eingesetzt und dort mittels eines Bajonettverschlusses mit Sicherungsstift oder durch mehrere Gewindestifte fixiert. Die Lochsäge kann nur in eine Drehrichtung verwendet werden, da die Sägeblätter nur in eine Richtung (in aller Regel bei Rechtsdrehung) schneidend arbeiten; auch würden sich die Bajonettverschlüsse bei Gegendrehung öffnen.
Bei Lochsägen für den professionellen Einsatz sind Teller und Säge eine feste glockenförmige Einheit, es gibt also für jeden Lochdurchmesser eine eigene Lochsäge, nur Zentrierbohrer und Bohrfutteradapter können bzw. müssen gewechselt werden. Solche Lochsägen gibt es aus verschiedenen Materialien, z. B Bimetalllochsäge oder mit hartmetallbestückten Sägezähnen, und für viele unterschiedliche Werkstoff auch jeweils spezialisierte Modelle. Hochwertige Universallochsägen dieser Bauart eignen sich für Werkstoffe wie Holz, Trockenbauwände, Kunststoffe, Nichteisenmetalle, Stahl und Edelstahl.
Die Arbeit mit Lochsägen stellt erhöhte Anforderungen an das Drehmoment der Bohrmaschine.

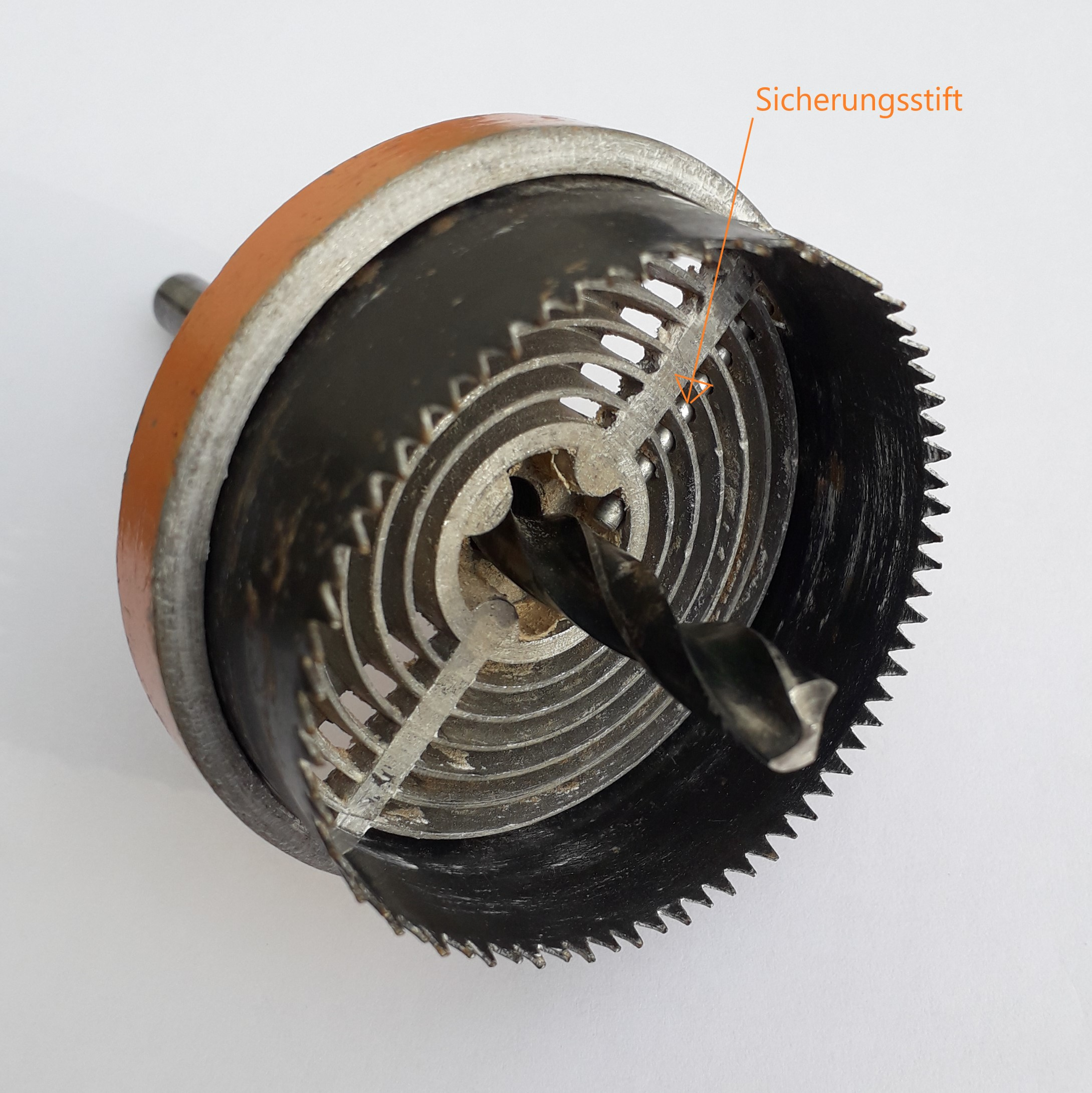
Lochsäge mit Zentrierbohrer
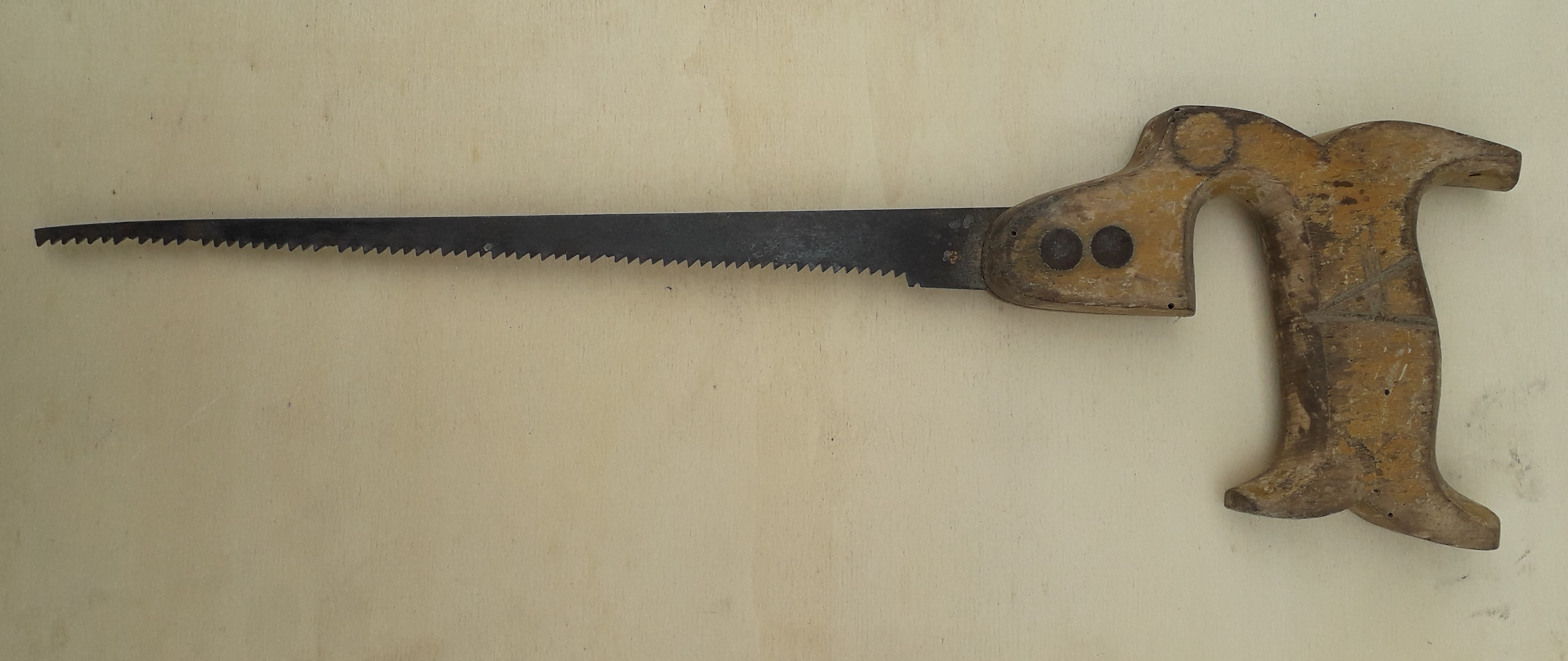
Lochsäge, Stichsäge

## Schweißpunktfräser
Der Schweißpunktfräser ist eine Sonderbauform der Lochsäge. Er besteht aus einem Einspannschaft, in dem eine Zentrierspitze federnd gelagert ist, und einer auf den Schaft aufgeschraubten kleinen Bohrkrone. Die Bohrungen sind im Durchmesser etwa so groß wie ein Schweißpunkt, also typischerweise zwischen 5 und 10 Millimeter.

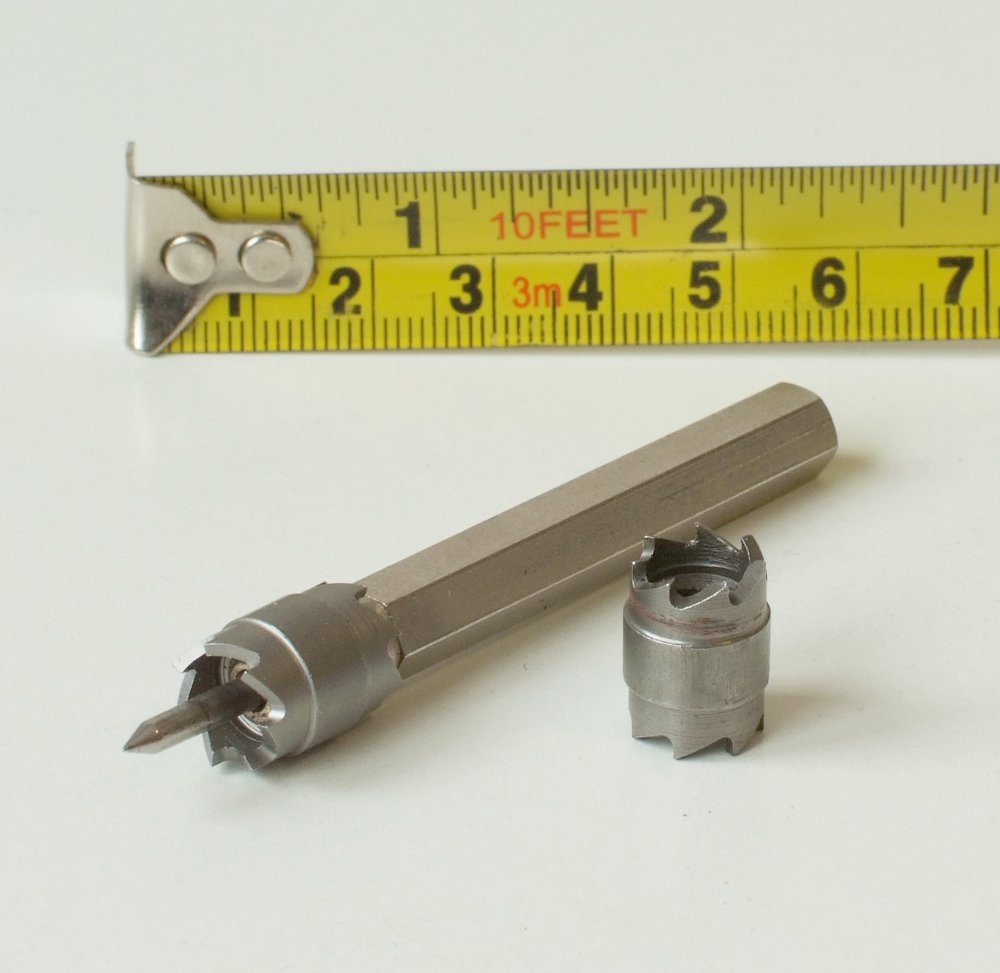
Schweißpunktfräser 10 mm mit Ersatzkrone

Der Schweißpunktfräser dient dazu, eine Punktschweißverbindung zweier Blechstücke zu öffnen, d. h. den Schweißpunkt im oberen Blech wegzubohren, ohne das darunter liegende Blech zu durchlöchern. Beim Aufbohren des Schweißpunkts dringt die Zentrierspitze nicht ins Blech ein, aber die Bohrkrone schneidet das Material rund um den Schweißpunkt bis zum unteren Blech durch.